# Tor (Jelsa)
Tor egy ókori toronyvár maradványa Horvátországban, a Hvar szigetén fekvő Jelsa település határában.

## Fekvése
Tor a Jelsától mintegy 230 méterre délkeletre fekvő dombon található, amely a sziget központi hegységéhez csatlakozik. A bekötőút az északi oldalon található. A tornyot keletről meg lehet közelíteni egy olyan ösvényen, amely a Jelsától a sziget keleti oldaláig vezető régi útról kanyarodik el.

## Története
A Tor egy görög-illír erőd maradványa. Építési idejét az i. e. 4. századra teszik. A rómaiak a második római–illír háborúban, i. e. 219-ben foglalták el a szigetet. Valószínűleg ők rombolták le a várat. Később Illyricum római tartomány része volt. A horvátok ősei a 8. században települtek itt le, a 10. században már a neretvánok területének része volt. A 11. században a neretvánok területeivel együtt a középkori Horvát Királyság részét képezte. Ezután felváltva hol a horvát-magyar királyok, hol a bizánci császárok, hol a velenceiek uralma alatt volt.

## A vár mai állapota
A négyszög alaprajzú vár hatalmas méretű kövekből szárazon rakott falakkal épült, négyzet alakú toronnyal. A domb tetejét és a tornyot sánc veszi körül, amelyet a torony építésének idején hosszában átvágtak, majd nagy megmunkálatlan kőtömbökkel befalazták. Egyébként az őskori sáncok megvédték a domb tetejét, a déli szigetlánccal való találkozásánál, ahonnan a hozzáférés lehetetlen volt. A vár alatt a magaslat északi oldalán történelem előtti lakóépületek alapfalai láthatók. Számos felszíni lelet jelzi az itteni élet hosszú ideig tartó folytonosságát. A várból szemmel lehetett tartani a település kikötőjét és a környező síkságot.